# Peio Bilbao López de Armentia
Peio Bilbao López de Armentia (castellà: Pello Bilbao)  (Guernica, 25 de febrer de 1990) és un ciclista basc, professional des del 2011 i actualment a l'equip Bahrain Victorious. Del seu palmarès destaquen dues etapes al Giro d'Itàlia de 2019, el Campionat d'Espanya de contrarellotge de 2020 i una etapa al Tour de França de 2023.

## Palmarès
- 2014
  - 1r al Gran Premi de Primavera
- 2015
  - 1r al Tour de Beauce
  - Vencedor d'una etapa a la Volta a Castella i Lleó i 1r de la classificació per punts
  - Vencedor d'una etapa a la Volta a Turquia
- 2016
  - Vencedor d'una etapa a la Volta a Turquia
- 2018
  - Vencedor d'una etapa al Tour dels Alps
  - Vencedor d'una etapa al Critèrium del Dauphiné
- 2019
  - Vencedor d'una etapa a la Volta a Múrcia
  - Vencedor de dues etapes al Giro d'Itàlia
- 2020
  -  Campió d'Espanya de contrarellotge
- 2021
  - Vencedor d'una etapa al Tour dels Alps
- 2022
  - Vencedor d'una etapa a la Volta al País Basc
  - Vencedor d'una etapa al Tour dels Alps
  - Vencedor d'una etapa a la Volta a Alemanya
- 2023
  - Vencedor d'una etapa al Tour Down Under
  - Vencedor d'una etapa al Tour de França
- 2024
  - Vencedor d'una etapa de la Volta a Eslovènia

### Resultats a la Volta a Espanya
- 2014. 60è de la classificació general
- 2015. 97è de la classificació general
- 2016. 78è de la classificació general
- 2017. 23è de la classificació general
- 2018. 27è de la classificació general

### Resultats al Giro d'Itàlia
- 2017. 66è de la classificació general
- 2018. 6è de la classificació general
- 2019. 31è de la classificació general. Vencedor d'una etapa
- 2020. 5è de la classificació general
- 2021. 13è de la classificació general
- 2022. 5è de la classificació general

### Resultats al Tour de França
- 2019. 54è de la classificació general
- 2020. 16è de la classificació general
- 2021. 9è de la classificació general
- 2023. 6è de la classificació general. Vencedor d'una etapa